# البیزیا
البیزیا (نام علمی: Albizia) نام یک سرده از تیره باقلائیان است.